# Canal Mons-Condé
Le canal Mons-Condé a été construit à partir de 1807 par l'ingénieur Augustin Honnorez et mis en service en 1818, puis comblé alors que les péniches ont pu passer avec plus de profit par le Canal Nimy-Blaton-Péronnes. Le canal originel, long de 25 km, comptait 7 écluses.

## Motif de la construction
Il s'agissait notamment de faciliter le transport du « charbon de terre » par l’Escaut, des mines du Borinage vers la France (le territoire belge faisait partie de l'Empire à l'époque napoléonienne).
Avant sa construction, on utilisait des parties canalisées de la Haine mais à cause du faible débit de cette rivière, on ne pouvait pas répondre au besoin en transport de l’énorme production de charbon des mines de la région.

## Histoire
En 1805, un projet est mis au point pour la création d'un canal artificiel de Mons à Condé en remplacement de la navigation en lit de rivière de la Hayne.
Les travaux débutent en 1807 et sont finalisés à partir de 1817, année où la première écluse et d'autres ouvrages accessoires sont presque terminés. Ils sont concédés (pour cinq ans et demi) avec un droit de péage fixé à 12 centimes par tonneau au passage de l'écluse et terminés par le concessionnaire en trois mois, et le prix du fret diminue rapidement. Quelque temps plus tard, l'état offre une nouvelle concession selon les mêmes modalités pour la seconde écluse (et les travaux accessoires) aux mêmes conditions.
Selon l'ingénieur en chef des ponts et chaussées (et membre de la légion d'honneur) Joseph Louis Étienne Cordier (1775-1849) « On rencontra dans leur exécution des sables bouillans, des sources abondantes, de grands obstacles et les résistances que l'intérêt particulier oppose souvent aux entreprises nouvelles. M. le Préfet par sa fermeté leva les difficultés morales; les concessionnaires poussèrent les travaux avec autant de rapidité que de bonheur ; le canal fut achevé, la navigation établie, et le fret tomba de nouveau de plus de moitié, c'est-à-dire de 1900 fr. à 900 fr., diminution qui doit continuer à mesure que les autres améliorations seront faites ».
C'est (toujours d'après Cordier) aussi dans le département du Nord la première concession par laquelle des investisseurs capitalistes investissent dans la construction d'écluses en spéculant que le retour sur investissement les remboursera largement. On trouve là un exemple de partenariat public privé tel qu'il se pratiquait déjà en Angleterre.
Le canal prospère, mais après la bataille de Waterloo, ce canal devint situé dans deux pays différents et l’accès à l’Escaut n’était plus garanti. Guillaume Ier des Pays-Bas demanda de construire rapidement un canal vers Tournai en passant par Antoing, d'où le canal Pommerœul-Antoing).
Le canal Mons-Condé a ensuite été comblé de Pommerœul à Mons, au profit du Canal Nimy-Blaton-Péronnes qui permet le passage de bateaux à plus forts tonnages. Mais des traces de la partie comblée persistent entre Mons et Pommerœul, toujours visibles le long de l’autoroute E19 qui fut construite à son emplacement.
Un internat bilingue pour les enfants des bateliers à Saint-Ghislain existait à proximité de l’autoroute (qui a remplacé le canal).

## Aujourd'hui
À ce jour, il existe encore une bifurcation sur le canal Nimy-Blaton-Péronnes au  niveau de Pommerœul en direction de Condé-sur-l'Escaut, mais le canal, mis à grand gabarit en 1980 côté belge, a été fermé pour cause de comblement par des vases polluées en 1992.
Des études sont menées pour sa réouverture dans le cadre du projet de liaison Seine-Escaut.
Un curage du canal côté français était proposé pour 2013 pour une remise en service courant 2015, mais cette opération coûteuse et délicate a été repoussée.
Le 11 août 2017, le ministre wallon des Travaux publics Carlo Di Antonio annonce qu'un accord est intervenu entre la France et la Wallonie pour le dragage et la remise en service du canal et son élargissement, permettant une liaison fluviale directe entre la Wallonie et les Hauts-de-France. Les travaux ont commencé en 2020 et la réouverture a eu lieu fin 2023.